# Maximální vzletová hmotnost

Součásti vzletové hmotnosti

V letectví je maximální vzletová hmotnost (angl. zkratka MTOW, též nepřesně vzletová hmotnost) definována jako maximální hmotnost letadla, při které je schopno uskutečnit let. Obecně je tvořena součtem hmotností prázdného letadla včetně provozních náplní, posádky, nákladu a paliva. U letadel z počátků letectví byla tato hmotnost limitována pouze výkony letadla; v současné době je maximální vzletová hmotnost omezena leteckými předpisy jako maximální hmotnost, při které letadlo splňuje požadavky na bezpečný let definované předpisem pro určenou kategorii letadel.